# Shimun XI
Shimun (... – 1656) è stato il sesto patriarca della Chiesa caldea con il nome di Shimun XI.

## Biografia
Poco si conosce della vita di questo patriarca cattolico. Eletto nel 1638 secondo il principio del sistema ereditario, per cui il nuovo patriarca veniva scelto tra i familiari del patriarca defunto, succedette a Shimun X.
Inviò a Roma due professioni di fede nel 1648 e nel 1653, ma non si conosce l'esito di queste iniziative e non ci sono prove della conferma papale della sua elezione. Tfinkdji e Tisserant tuttavia lo elencano fra i patriarchi cattolici. Nella sua lettera del 1653, afferma che sono circa 4.000 le famiglie cattoliche caldee.
Secondo Tfinkdji, Shimun XI succedette al suo predecessore nel 1625 circa e durante la sua vita trasferì la residenza patriarcale a Urmia in Persia. Secondo Lampart e Murre-Vandenberg, già Shimun X aveva trasferito la sede a Qochanis, mentre Shimun XI nel 1649-50 pose la residenza patriarcale a Khosrowa.
Morì nel 1656 e gli succedette Shimun XII.

## Fonti
- (EN)  Patriarchi di Babilonia dei Caldei sul sito Gcatholic
- (FR)  J. Tfinkdji, L'Eglise chaldéenne autrefois et aujourd'hui, in A. Battandier, Annuaire Pontifical Catholique, XVII, 1914, pp. 458 e 474
- (EN)  Heleen H.L. Murre-Vandenberg, The Patriarchs of the Church of the East from the Fifteenth to Eighteenth Centuries, in Hugoye. Journal of Syriac Studies, n. 2, 1999 (n.27)
- (FR)  Eugène Tisserant, Néstorienne (L'Eglise), in Dictionnaire de Théologie Catholique, Tomo XI, parte prima, Paris 1931, col. 231
- (DE)  Albert Lampart, Joseph I 1681-1696, ein beitrag zur geschicte der Unionsbestrebungen der Nestorianer von Sulaqa bis 1700, 1966, pp. 63–64